# 郝経
郝 経（かく けい、1223年 - 1275年）は、モンゴル帝国（大元ウルス）に仕えた漢人官僚の一人。字は伯常。即位前のクビライの指針を決する重大な献策を何度も行ったが、使者として派遣された南宋で16年に渡って拘禁された逸話で知られる。

## 生涯
郝経の祖先は潞州から沢州陵川県に移住した人物で、以後その子孫は代々儒学を家業としてきた。金末、郝経の父の郝思温は兵乱を避けて汝州魯山県に逃れたが、避難先に火をかけられ瀕死となった母を当時9歳の郝経が蘇生させたという逸話が伝えられている。金朝が滅亡した後、郝経は順天路に移住し貧しい生活を続けながら学問を続ける日々を5年送った。この頃、順天路を拠点としていた漢人世侯の張柔とその配下の賈輔は郝経の才を知ると、これを上客として遇するようになった。金朝所蔵の書物を回収・保存していた張柔の下には万巻の蔵書があり、郝経はこれらの書に通じて博覧強記で知られるようになった。
1252年（壬子/憲宗2年）、憲宗モンケ・カアンより東アジア方面軍の司令官に任じられた皇弟クビライは金蓮川（後の上都）を拠点とし、既に名声が知れ渡っていた郝経を召し出して自らの王府に置いた。1259年（己未/憲宗9年）、四川方面に侵攻したモンケの親征軍が「久しく功なく」、苦戦している情勢を踏まえ、郝経は後に「東師議」と呼ばれる献策を行った。その論旨は多岐にわたるが、要約すると「現時点で南宋を征服する機は熟しておらず、晋による呉の征服や隋による陳の征服のように、10年余りの長時間をかけて取り組むべし」という内容であった。この時経が提唱した「十年余りかけて南未征服を行うべし」「恵子から淮河、淮河から長江へと進軍すべし」といった内容は、クビライが即位して以後の南宋戦略に採用されている。
また、同年中に熱病によってモンケ・カアンが急死したとの報が届くと、クビライと側近たちの間で今後の方策を論じる会議が開かれた。クビライの最も信頼する腹心の部下であるバアトルの献策により、クビライ軍は敢えて撤退せず南下して鄂州を包囲した。鄂州包囲中の11月24日、郝経は後に「班師議」と呼ばれる献策を行い、この意見に従ってクビライは北上し帝位を狙うこととなった。この「班師議」は当時のクビライ陣営が当時の情勢をどう認識していたかを克明に記す、重要史料と位置付けられている。
翌中統元年（1260年）にクビライが即位を宣言すると、郝経は翰林侍読学士に任じられた上で、南宋国へクビライの即位を告げる使者として赴くよう命じられた。郝経の名声を嫉む王文統が益都の大軍閥である李璮と組んで郝経を妨害しようとしたものの、李璮が淮安の戦いで南宋軍に敗れたこともあり、郝経は宿州まで至った。ここで郝経は副使の劉仁傑・参議の高翿らを派遣して入国の許可を求めたが、返答はなかった。一方、南宋側では宰相の賈似道がモンゴル撃退の功を得たいがために最初から郝経を受け容れるつもりはなく、真州にて郝経を捕縛し軟禁状態に置いた。郝経は釈放と帰国を何度も求めたが許されず、厳重な警戒の中で脱走することもできない状態に何年も置かれた。郝経は決して使命を果たすことを諦めなかったが、監禁から7年目には従者たちが死者を出す乱闘を起こしたため、郝経一人のみが別所に移され9年間を過ごすこととなった。
郝経の軟禁から16年目の至元11年（1274年）、襄陽城が陥落しバヤンを総司令とする南宋領全面侵攻が目前となった頃、クビライは改めて礼部尚書中都海牙や郝経の弟である行枢密院都事郝庸らを派遣し郝経を軟禁した罪を問うた。追い詰められた南宋朝廷はここに至ってようやく郝経の送還を決め、総管の段佑に護送を命じた。長年の監禁生活で郝経は病を患っていたため、クビライは枢密院の高官や近侍の医師たちに出迎えを命じ、郝経の帰路に立ち会った者達は忠節を尽くした姿に涙を流して見送ったという。至元12年（1275年）夏、ようやくクビライへの謁見を果たした郝経は歓待されたが、長年の心労がたたったためか、同年7月に53歳にして亡くなった。くしくもその翌年、南宋の首都の臨安は陥落し、南宋は事実上滅亡に至っている。
なお、南宋での16年にわたる抑留の間でも郝経は学問に励み、従者達に教授を行ったため、従者達も学問に通じるようになったとの逸話が残されている。郝経には郝彝・郝庸という2人の弟がおり、郝彝は仕官することなく生涯を終え、郝庸の家系は大元ウルスに仕えて官職を得ている。息子に郝采麟がおり、大元ウルスに仕えて山南江北道粛政廉訪使の地位に至っている。